# Хронолошки преглед открића Антарктика
- 1739 – Француз Жан Буве (Jean-Baptiste Charles de Lozier-Bouvet) открива на рубу Антарктика острво које је после по њему добило име - Острво Буве
- 1772 – Француз Ив Кергелен (Yves Joseph de Kerguelen de Tremalec) открива острво које по њему добија име Кергелен
- 1772 – 1775 – Енглески морепловац, Џејмс Кук, који је извео три пловидбе око Света, изводи другу пловидбу у потрази за Јужним континентом. Два пута прелази преко поларног круга и открива острва Јужна Џорџија и Јужна Сендвичка острва
- 1819 – Вилијам Смит (William Smith) открива Јужна Шетландска острва.
- 1819 – 1821 – Антарктичко копно први пут су угледали Фадеј Фадејевич Белингсхаузен (1778-1852) и Михаил Петрович Лазарев (1788-1851). 1819. креће прва Руска антарктичка експедиција са два брода: „Восток“ чији је командир био Белингсхаузен и „Мирниј“ чији је командир био Лазарев. Циљ ове експедиције је био истраживање јужне приполарне области. Бродови су 28.01.1820. године доспели до обала раније непознатог континента. Тај дан се узима за дан открића Антарктика. У октобру 1820. године експедиција се поново усмерила ка Антарктику. Бродови су обишли Антарктик са стране Тихог океана. Открили су острва Петра I, Шишкова, Мордвинова, Земља Александра I, тачније су одређене координате раније откривених острва. Белингсхаузен је опловио Антаркик, пресекао шест пута Јужни поларни круг, доказавши тиме релативну безбедност пловидбе у антарктичким водама. Његово име носи море у Тихом океану, ледник на Источној Антарктиди, рт на Јужном Сахалину и острво у архипелагу Туамоту.
- 1821 – капетан Џорџ Пауел (Capt. George Powell) открива групу острва Јужна Оркнијска острва
- 1823 – Енглез Џејмс Ведел (James Weddell) открива море које је по њему добило име Веделово море
- 1832 – Енглез Џон Биско (John Biscoe) открива Грахамову земљу
- 1839 – 1843 – Џејмс Кларк Рос (1800-1862), енглески морепловац и поларни истраживач, предводио је експедицију на Антарктику са циљем да се тачно одреде координате Јужног магнетног пола које је претходно теоретски одредио немачки математичар Карл Фридрих Гаус. Са два брода се упутио у Тасманију одакле је 1840-1843 извео три пловидбе ка Антарктику. Открио је део континента Антарктика – Викторијину земљу, море и ледену баријеру (касније названи његовим именом), вулкане Еребус и Терор (имена његових бродова). Одредио је положај Јужног магнетног пола, на 300km од обале Викторијине земље. Године 1841. искрцао се на Антарктик у намери да досегне Јужни географски пол. Успео је да пређе Јужни географски поларник и стиже до паралеле 78° али је био принуђен да се врати. Написао је књигу „Путовања ради открића и истраживања у јужним и антарктичким морима“
- 1840 – Жил Димон д'Ирвил открива Аделину земљу
- 1840 – Чарлс Вилкс открива Вилксову земљу
- 1895 – први пут су ступили на антарктичко копно Кристен Кристенсен (Christen Christensen) и Карстенс Борчгревинк (Carstens Borchgrevink) (1864-1934). Борчгревинк, норвешки путник и природњак, плови између 1894-1895 антарктичким водама на китоловцу „Антарктик“. Године 1895 први се у историји истраживања Антарктиде искрцао на континент у рејону Рт-а Адер. Том приликом се уверио да се и у тако суровим условима лети јавља биљни свет (маховина). Први је презимио на Антарктику, на Рт-у Адер, где је вршио систематска метереолошка истраживања. Затим је бродом запловио Росовим морем, достигао Ледену Росову баријеру успео се на њу и на скијама и санкама продро на југ до рекордне ширине од 78°50’. Доказао је пловност Росовим морем лети, и могућност да Росовим морем продре далеко у дубину континента. Своје путовање је описао 1900. године у књизи „Ка Јужном полу“.
- 1897 − 1899 – Белгијска експедиција Belgica прва је провела зиму на леду испред Грахамове земље
- 1901 − 1905 – Рубне делове Антарктика истражују експедиције:
  - немачка Gauss под вођством Ериха фон Дригалског
  - енглеска Discovery под вођством Роберта Фалкона Скота
  - шведска под вођством Ота Норденскјолда (Otto Nordenskiöld)
  - шкотска Scotia под вођством Вилијама Спирса Бруса (William Speirs Bruce)
  - француска под вођством Жан-Батист Шаркоа (Jean-Baptiste Charcot)
- 1908 − 1909 – Шеклтонова експедиција на Антарктику стиже до 28°23’ ј. г. ш. и успева да одреди Јужни магнетни пол
- 1909 – Џон Кинг Дејвис и Даглас Мосон допиру до Јужног магнетног пола Земље
- 1911 − 1912 – Роалд Амундсен (1872-1928) путује на броду „Фрам“ с циљем открића Јужног пола. Јануара 1911. године се искрцао на Росову ледену баријеру и одатле се са четворицом сапутника упутио у дубину Антарктика. Први је стигао на Јужни пол, 14. децембра 1911, престигавши експедицију Р. Ф. Скота за месец дана. На Антарктику је открио планине Мод.
- 1928 − 1929 – Џорџ Хјубер Вилкинс (George Hubert Wilkins) (1888-1958), аустралијски поларни истраживач, покушао је да прелети Антарктик авионом, али је због лоших временских услова морао одустати, ограничивши се на неколико истраживачких летова. Његово име носи ледник на Антарктику.
- 1928 − 1947 – Четири антарктичке експедиције Ричарда Берда. 1929. године први лет авионом од зимовалишта Little America на Росовој баријери до Јужног пола и натраг.
- 1935 – Линколн Елсворт (Lincoln Ellsworth) лети преко Западног Антарктика од Веделовог до Росовог мора.
- 1955 – Подижу се специјалне станице за истрживање Антарктика у оквиру Међународне геофизичке године (1957 - 1958). На западној обали постављена је главна истраживачка база Little America, а на источној совјетска станица Мирни.
- 1957 – Совјетска експедиција допире до магнетног пола земље и подиже станицу Восток
- 1958 – Новозеландска експедиција под вођством Едмунда Хиларија долази 03.01. из Росовог мора до Јужног географског пола. Нешто касније 20.01. долази до пола британска експедиција из Веделовог мора. Руска експедиција подиже у близини пола станицу Совјетска.
- 1959 – Совјетска експедиција долази до Јужног пола из станице Мирни преко станица Комсомолска и Восток.